# Robert Freed Bales
Robert Freed Bales (* 9. März 1916 in Ellington, Missouri; † 16. Juni 2004 in San Diego) war ein amerikanischer Sozialpsychologe.
Er war Professor an der Harvard-University und entwickelte zur Verhaltensbeobachtung in Kleingruppen die Interaktionsprozessanalyse (IPA) und das Symlog-Verfahren.

## Leben
Bales wuchs im ländlichen Nordost-Oregon auf, wohin seine Familie bald nach seiner Geburt gezogen war. Nach seiner Schulausbildung besuchte er die Universität von Oregon. Hier begann er, sich mit dem Begriff der Situation zu beschäftigen und schrieb darüber auch seine Examensarbeit in Soziologie. Beeinflusst hat ihn dabei vor allem das Werk Kurt Lewins. Lewins Feldtheorie und seine Art, Situation, Handlung und Verhalten differenziert zu analysieren, bildeten die Grundlage für Bales spätere Hauptarbeit, Interaktionen in Kleingruppen systematisch zu erfassen und zu beschreiben.
Nach dem Abschluss in Oregon ging Bales nach Harvard, wo er mit Talcott Parsons zusammenarbeitete. Er begann, sich für die Anonymen Alkoholiker zu interessieren und deren Gruppen-Interaktionen zu beobachten, stellte aber fest, dass seine „direkten Beobachtungen“ den Interaktionsprozess störten, so dass er sich zunächst anderen Aspekten des Alkoholismus zuwandte. Seine Dissertation schrieb er über die Alkoholismusziffern bei Iren und Juden. Nach der Promotion im Jahr 1945 lehrte er an dem von Parsons neu gegründeten „Department of Social Relations“. 1957 wurde er zum „Professor of Social Relations“ berufen. Von 1960 bis 1967 war er Direktor des „Laboratory of Social Relations“. Bales emeritierte 1986.

## Leistungen
Bales’ Hauptwerk konzentrierte sich auf fundamentale Begriffe der Sozialpsychologie, vornehmlich auf die Merkmale der interpersonalen Interaktion in Kleingruppen. Er kann als Pionier der Entwicklung systematischer Methoden der Gruppenbeobachtung und Beschreibung von Interaktionsprozessen bezeichnet werden. 1950 veröffentlichte er sein erstes Buch Interaction Process Analysis. Die darin von ihm entwickelte Interaktionsprozessanalyse (IPA) fand, ebenso wie sein später entwickeltes und darauf aufbauendes Symlog-Verfahren, internationale Verbreitung in der Kleingruppenforschung.

## Auszeichnungen
- Mitglied der American Academy of Arts and Sciences (1962)
- „Eminent Career Award“ der American Association of Specialists in Group Work (1982)
- „Cooley-Mead Award“ der American Sociological Association (1983)
- „Distinguished Teaching Award“ der American Psychological Foundation (1984)

## Schriften (Auswahl)

### Monographien/Bücher
- The Concept "Situation" as a Sociological Tool. Unpublished Master of Science dissertation, University of Oregon 1941.
- zus, mit Talcott Parsons & Edward Shils: Interaction Process Analysis. A Model for the Study of  Small Groups. The University of Chicago Press, 1950. (Reprinted 1976).
- zus. mit Talcott Parsons: Family, socialization and interaction process. Free Press 1955
- Personality and Interpersonal Behavior. Holt, Rinehart, Winston, New york 1969. ISBN 0-03-080450-7
- The "fixation factor" in alcohol addiction. An hypothesis derived from a comparative study of Irish and Jewish social norms. Arno Press, New York 1980. ISBN 0-405-12948-3
- zus. mit Talcott Parsons & Edward Shils: Working papers in the theory of action. Greenwood Press, Westport (Conn.) 1981. ISBN 0-313-22468-4
- zus. mit Stephen P. Cohen: SYMLOG. Ein System für die mehrstufige Beobachtung von Gruppen. Klett-Cotta. Stuttgart 1982. ISBN 3-12-900811-X ((Aus d. Amerikan. übers. von Johann F. Schneider u. Peter Orlik). Original: SYMLOG. A system for the multiple level observation of groups. New York: Free Press 1979).
- Social Interaction Systems. Theory and measurement. Transaction Publishers, New Brunswick/New Jersey 1999. ISBN 978-0-7658-0872-1

### Beiträge in Sammelbänden/Zeitschriften
- zus. mit Isenberg, Daniel. J.: SYMLOG and leadership theory. In: James G. Hunt, Uma Sekaran, Chester A. Schriesheim (Hrsg.), Leadership. Beyond establishment views. Southern Illinois University Press, Carbondale, Ill. 1982, S. 165195.
- SYMLOG. A practical approach to the study of groups. In: Herbert H. Blumberg (Hrsg.): ‘’Small groups and social interaction’’. Bd. 2, Wiley, Chichester 1983, S. 499–523.
- The integration of social psychology. In: Social Psychology Quarterly. Bd. 47 (1), 1984, S. 98101.
- The new field theory in social psychology. International Journal of Small Group Research. BD. 1 (1), 1985, s. 118.
- zus. mit Robert F., Koenigs u. Paul D. Roman: Criteria for adaptation of SYMLOG rating items to particular populations and cultural contexts. In: International Journal of Small Group Research, Bd. 3 (2), 1987, S. 161–179.